# Paul Oakenfold
Paul Mark Oakenfold, född 30 augusti 1963, är en brittisk musikproducent och en välkänd DJ världen över. Hans popularitet har även blivit stor i USA och Kanada genom att Oakenfold jobbat med många soundtracks till filmer som Swordfish, Matrix Reloaded, Matrix Revolutions och Die Another Day.